# Mündung der Tiroler Achen

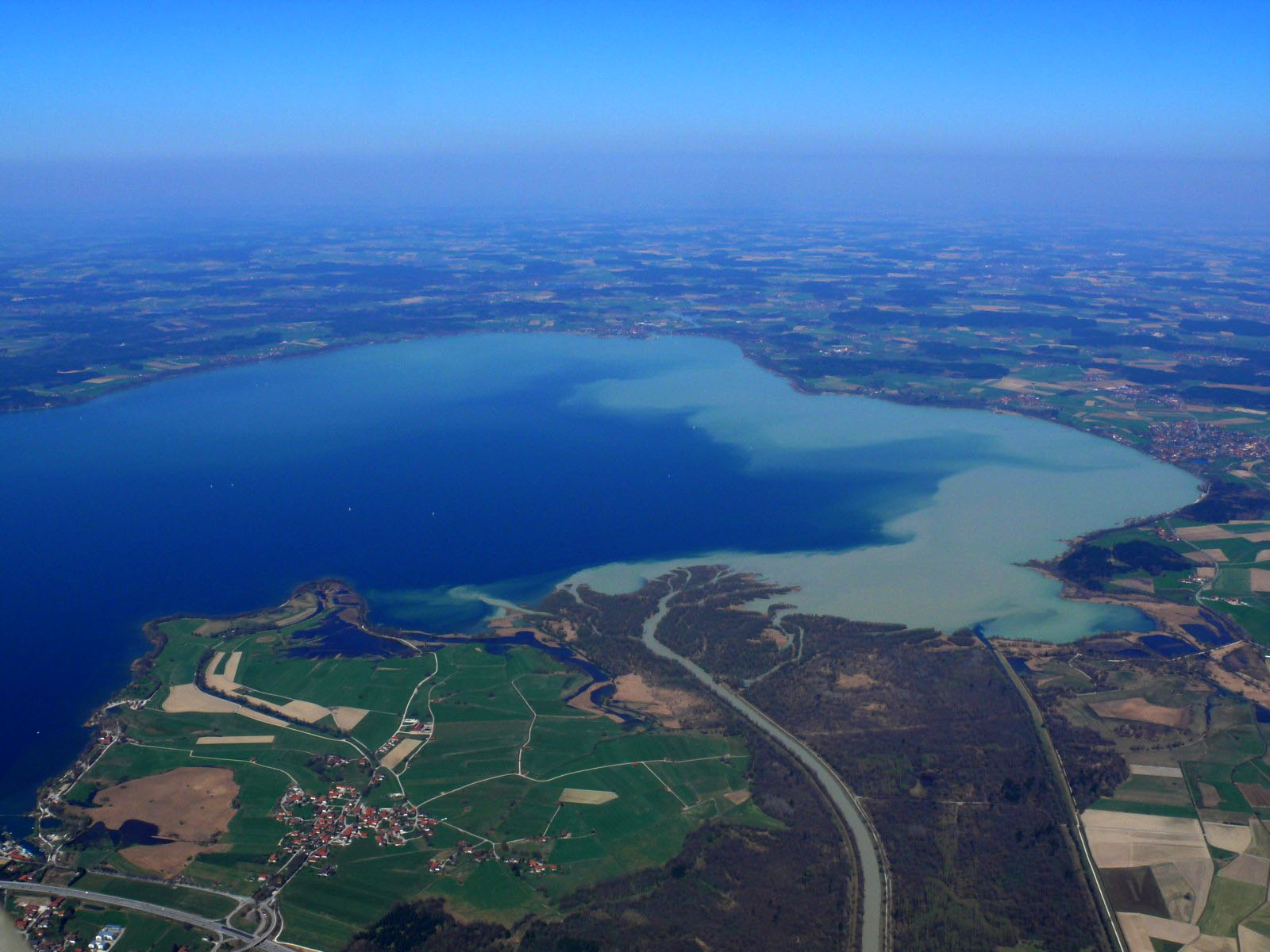
Naturschutzgebiet Mündung der Tiroler Achen (Mai 2010)

Das Naturschutzgebiet Mündung der Tiroler Achen liegt auf dem Gebiet der Gemeinden Übersee, Grabenstätt und dem gemeindefreien Gebiet des Chiemsee im Landkreis Traunstein in Oberbayern.
Das etwa 1.264,5 ha große Gebiet mit der Nr. NSG-00304.01, das im Jahr 1987 unter Naturschutz gestellt wurde, erstreckt sich direkt nördlich und östlich des Kernortes Feldwies entlang der Tiroler Achen und des Sossauer Kanals, die beide das Gebiet in Süd-Nord-Richtung durchfließen. Die A 8 kreuzt das Gebiet in West-Ost-Richtung.